# Monture Canon RF
La monture Canon RF est une monture d'objectif développée par Canon depuis 2018 pour sa gamme d'appareils photographiques hybrides EOS R équipés d'un capteur 24 x 36 mm. Le système fait son apparition avec le lancement du Canon EOS R, premier hybride plein format de la marque. Cette nouvelle gamme a pour but de contrer l'hégémonie des hybrides plein format Sony Alpha menaçant désormais le marché des reflex dominé par Canon.
Elle est complétée en 2022 par la monture RF-S dédiée aux appareils photographiques hybrides à capteurs APS-C. Elle reprend les mêmes caractéristiques techniques que la monture RF.
Les montures RF et RF-S sont caractérisées par un tirage mécanique deux fois plus petit et un diamètre interne identique aux montures EF et EF-S créées respectivement en 1987 et en 2003. Elles peuvent recevoir les objectifs EF et EF-S grâce à une bague d'adaptation mais l'inverse n'est pas possible. Par contre, ce système est incompatible avec la monture EF-M utilisée depuis 2012 pour les appareils photographiques hybrides EOS M équipés d'un capteur APS-C.

## Historique
En octobre 2013, Sony présente le premier appareil photographique hybride doté d'un capteur 24 x 36 mm, le Sony Alpha 7. Cette taille de capteur était jusqu'alors surtout utilisé dans le marché des appareils photographiques reflex dominé par Canon et Nikon. La gamme d'hybride plein format Sony Alpha connaît un succès croissant au fil des années et des modèles. Sony devient ainsi en avril 2017 le deuxième vendeur de boîtiers plein format derrière les reflex de Canon mais devant ceux de Nikon. En août 2018, l'entreprise clame même être devenue première. 
Pendant ce temps, Canon et Nikon ne sont présents sur le marché des hybrides qu'avec leurs gammes plus grand public, les Canon EOS M au format APS-C lancés en 2012 et les Nikon 1 au format 1" lancés en 2011. Mais en 2018, les rumeurs se font insistantes sur le fait que les deux constructeurs leaders sur les reflex seraient en train de mettre au point des hybrides 24 x 36 mm en réponse aux Sony Alpha. Finalement, Nikon annonce le 25 juillet 2018 ses premiers hybrides 24 x 36, les Nikon Z6 et Z7, avec la nouvelle monture d'objectif Nikon Z.
Le 5 septembre 2018, Canon annonce à son tour la sortie de son premier hybride à capteur 24 x 36, le Canon EOS R, avec la nouvelle monture RF.
Au printemps 2022, à l'occasion de la sortie de l'EOS R7 et de l'EOS R10, Canon introduit ses deux premiers objectifs dédiés aux capteurs APS-C : le RF-S 18-150mm et le RF-S 18-45mm.

## Caractéristiques
La monture RF est à fixation par baïonnette, comme toutes les autres montures modernes. Son tirage mécanique, c'est-à-dire la distance entre l'extrémité de la monture de l'objectif et le capteur de l'appareil, est de seulement 20 mm — contre 44 mm pour les montures EF et EF-S — grâce à la suppression du miroir mobile caractéristique du reflex. Son diamètre interne est de 54 mm — comme les montures EF et EF-S — afin de pouvoir concevoir des objectifs à grande ouverture. La connexion entre l'objectif et le boîtier se fait à l'aide de douze contacteurs électriques — contre huit pour les montures EF et EF-S — permettant une vitesse et une richesse de communication supérieures,.
Les caractéristiques de cette monture la rapproche des montures d'appareils hybrides 24 x 36 concurrents comme la monture Nikon Z (16 mm / 55 mm) et la monture Sony E (18 mm / 46 mm).

## Boîtiers à monture RF
Canon a sorti plusieurs appareils photographique hybrides à monture RF :
- Gamme Débutant (APS-C) :
  - EOS R100 (2023)
  - EOS R50 (2023)
- Gamme Amateur (APS-C) :
  - EOS R10 (2022)
  - EOS R7 (2022)
- Gamme Amateur (plein format) :
  - EOS RP (2019)
  - EOS R (2018)
  - EOS Ra (2019)
  - EOS R6 (2020)
  - EOS R6 Mark II (2022)
  - EOS R8 (2023)
- Gamme Professionnelle (plein format) :
  - EOS R5 (2020)
  - EOS R3 (2021)
  - EOS R5 Mark II (2024)
  - EOS R1 (2024)

Canon a aussi sorti en mars 2022 la première caméra à monture RF : l'EOS R5 C.

## Objectifs à monture RF

### Objectifs de Canon

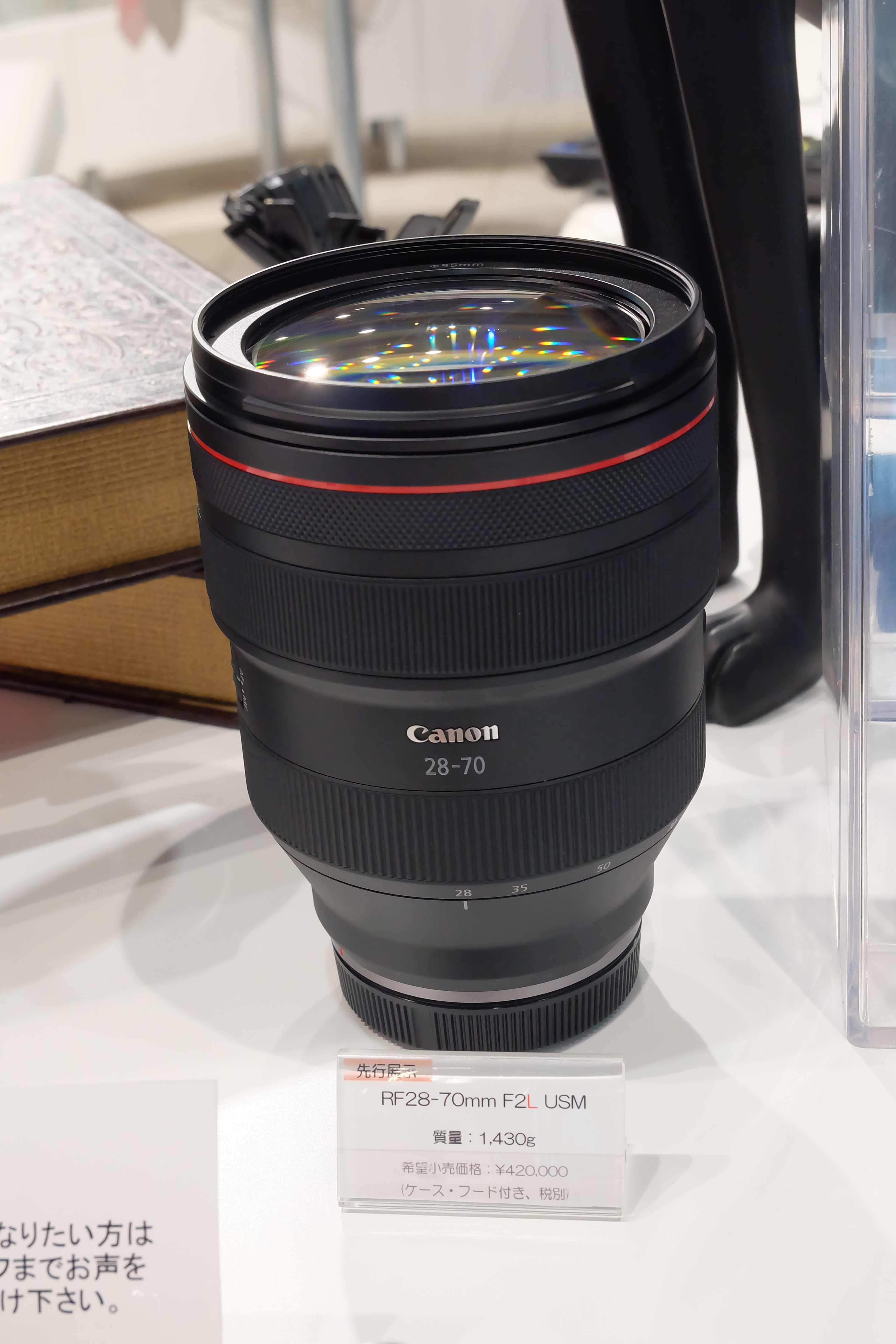
Canon RF 28–70 mm f/2 L USM.

La gamme d'objectifs RF de Canon est encore relativement réduite au vu de sa récente création. Il est cependant possible d'utiliser les très nombreuses optiques des montures EF et EF-S grâce à trois bagues d'adaptation EF-EOS R : une première classique, une deuxième équipée d'une bague de commande personnalisable, et une troisième permettant d'insérer des filtres. Par contre, il n'est pas possible de monter des objectifs RF ou RF-S sur des boîtiers EF ou EF-S.
| Objectif/Appareil Photo | Appareil EOS R APS-C                                                                                    | Appareil EOS R plein format |
| ----------------------- | --- | --- |
| RF                      | Compatible avec un facteur de recadrage de 1,6                                                          | Compatible |
| RF-S                    | Compatible avec un facteur de recadrage de 1,6                                                          | Compatible avec un facteur de recadrage de 1,6 et une réduction de la définition de l'image                                                          |
| EF, TS-E, MP-E          | Compatible avec un facteur de recadrage de 1,6 nécessite l'utilisation de la bague adaptatrice EF-EOS R | Compatible nécessite l'utilisatiion de la bague adaptatrice EF-EOS R                                                                                 |
| EF-S                    | Compatible avec un facteur de recadrage de 1,6 nécessite l'utilisation de la bague adaptatrice EF-EOS R | Compatible avec un facteur de recadrage de 1,6 et une réduction de la définition de l'image nécessite l'utilisation de la bague adaptatrice EF-EOS R |
| EF-M                    | Incompatible                                                                                            | Incompatible |

Toutes les optiques RF sont équipées de la mise au point automatique (autofocus) entraînée soit par le moteur ultrasonique USM (UltraSonic Motor) à l'autofocus plus rapide et précis, soit par le moteur pas à pas STM (STepping Motor) à l'autofocus plus fluide et silencieux, particulièrement adapté à la vidéo. Les objectifs peuvent être équipés d'un stabilisateur optique IS (Image Stabilizer). Certains objectifs font partie de la série L (pour Luxe) qui rassemble les optiques haut-de-gamme à destination des professionnels. Ils sont reconnaissables à leur anneau rouge.
| Focale          | Ouverture maximale | Version        | Diamètre filtre (mm)        | Masse (g) | Commercialisation [en cours] | Ref.   |
| --------------- | ------------------ | -------------- | --------------------------- | --------- | ---------------------------- | ------ |
| Focale variable |                    |                |                             |           |                              |        |
| RF 14–35 mm     | f/4                | L IS USM       | 77                          | 540       | juin 2021                    | [ 13 ] |
| RF 15-30 mm     | f/4,5              | IS STM         | 67                          | 390       | août 2022                    | [ 14 ] |
| RF 15–35 mm     | f/2,8              | L IS USM       | 82                          | 840       | août 2019                    | [ 15 ] |
| RF-S 18-45 mm   | f/4,5              | IS STM         | 49                          | 130       | juin 2022                    | [ 7 ]  |
| RF-S 18-150 mm  | f/3,5              | IS STM         | 55                          | 310       | juin 2022                    | [ 7 ]  |
| RF 24-50 mm     | f/4,5              | IS STM         | 58                          | 210       | avril 2023                   | [ 16 ] |
| RF 24–70 mm     | f/2,8              | L IS USM       | 82                          | 900       | août 2019                    | [ 15 ] |
| RF 24–105 mm    | f/4                | L IS USM       | 77                          | 700       | décembre 2018                | [ 17 ] |
| RF 24–105 mm    | f/4-7,1            | IS STM         | 67                          | 395       | février 2020                 | [ 18 ] |
| RF 24–240 mm    | f/4–6,3            | IS USM         | 72                          | 750       | juillet 2019                 | [ 19 ] |
| RF 28–70 mm     | f/2                | L USM          | 95                          | 1 430     | décembre 2018                | [ 20 ] |
| RF-S 55-210 mm  | f/5                | IS STM         | 55                          | 270       | février 2023                 | [ 21 ] |
| RF 70–200 mm    | f/2,8              | L IS USM       | 77                          | 1070      | octobre 2019                 | [ 22 ] |
| RF 70–200 mm    | f/4                | L IS USM       | 77                          | 695       | décembre 2020                | [ 23 ] |
| RF 100-400 mm   | f/5,6-8            | IS USM         | 67                          | 635       | septembre 2021               | [ 24 ] |
| RF 100-500 mm   | f/4,5-7,1          | L IS USM       | 77                          | 1530      | juillet 2020                 | [ 25 ] |
| Focale fixe     |                    |                |                             |           |                              |        |
| RF 5,2 mm       | f/2,8              | L DUAL FISHEYE | 35x20 mm (gélatine arrière) | 350       | octobre 2021                 | [ 26 ] |
| RF 16 mm        | f/2,8              | STM            | 43                          | 165       | septembre 2021               | [ 24 ] |
| RF 24 mm        | f/1,8              | Macro IS STM   | 52                          | 270       | août 2022                    | [ 14 ] |
| RF 35 mm        | f/1,8              | Macro IS STM   | 52                          | 305       | décembre 2018                | [ 27 ] |
| RF 50 mm        | f/1,2              | L USM          | 77                          | 950       | octobre 2018                 | [ 28 ] |
| RF 50 mm        | f/1.8              | STM            | 43                          | 160       | décembre 2020                | [ 23 ] |
| RF 85 mm        | f/1,2              | L USM          | 82                          | 1195      | juin 2019                    | [ 29 ] |
| RF 85 mm        | f/1,2              | L USM DS       | 82                          | 1195      | octobre 2019                 | [ 22 ] |
| RF 85 mm        | f/2                | Macro IS STM   | 67                          | 500       | juillet 2020                 | [ 25 ] |
| RF 100 mm       | f/2,8              | L Macro IS USM | 67                          | 730       | avril 2021                   | [ 30 ] |
| RF 135 mm       | f/1,8              | L IS USM       | 82                          | 835       | janvier 2023                 | [ 31 ] |
| RF 400 mm       | f/2,8              | L IS USM       | 52 (interne)                | 2890      | avril 2021                   | [ 32 ] |
| RF 600 mm       | f/4                | L IS USM       | 52 (interne)                | 3090      | avril 2021                   | [ 32 ] |
| RF 600 mm       | f/11               | IS STM         | 82                          | 930       | juillet 2020                 | [ 25 ] |
| RF 800 mm       | f/5,6              | L IS USM       | 52 (interne)                | 3140      | février 2022                 | [ 33 ] |
| RF 800 mm       | f/11               | IS STM         | 95                          | 1260      | juillet 2020                 | [ 25 ] |
| RF 1 200 mm     | f/8                | L IS USM       | 52 (interne)                | 3340      | février 2022                 | [ 33 ] |

### Objectifs de constructeurs tiers
Depuis 2019, plusieurs fabricants tiers tels que Meike, Samyang, Laowa et Blackmagic ont débuté la commercialisation d'objectifs compatibles avec la monture RF,. Ces objectifs sont tous manuels : ils sont dépourvus de motorisation pour la mise au point automatique et ne comptent aucune connexion électronique au niveau de la monture pour communiquer avec le boîtier, à l'exception des Samyang AF 85mm f/1.4 et Samyang AF 14mm f/2.8.
En septembre 2022, Canon met un coup d'arrêt au développement d'objectifs de constructeurs tiers en imposant notamment à Viltrox et Samyang de retirer leurs objectifs de la vente.
- Laowa :
  - Laowa 11mm F/4.5 FF RL
  - Laowa 12mm f/2.8 Zero-D
  - Laowa 14mm f/4 FF RL Zero-D
  - Laowa 15mm f/2 Zero-D
  - Laowa 15mm f/4.5 Zero-D Shift
  - Laowa 25mm f/2.8 2.5-5x Ultra Macro
  - Loawa 33mm f/0.95 Argus CF APO
  - Loawa 35mm f/0.95 Argus FF
  - Loawa 45mm f/0.95 Argus FF
  - Loawa 85mm f/5.6 2x Ultra Macro APO
  - Laowa 100mm F/2.8 2x Ultra Macro APO

- MEIKE :
  - MEIKE MK 50mm f1.2 RF
  - MEIKE MK 50mm f1.7 RF
  - MEIKE MK 85mm f2.8 MACRO RF

- Samyang :
  - Samyang AF 85mm F1.4 RF
  - Samyang AF 14mm F2.8 RF

-